# Good People (opera teatrale)
Good People, solitamente portata in scena in Italia con il titolo originale o più raramente tradotto come Brave persone, è un'opera teatrale del drammaturgo statunitense David Lindsay-Abaire, portata al debutto a New York nel 2011.

## Trama
Margie Walsh, storica residente di South Boston, viene licenziata dal suo lavoro da commessa per i suoi continui ritardi, legati al fatto di doversi occupare da sola di una figlia adulta e disabile, Joyce. Margie racconta che la figlia è nata prematuramente dopo che il marito l'aveva lasciata e, in cerca di un'occupazione, va a trovare il suo vecchio fidanzato del liceo, Mike, che ora è un medico benestante. Margie riesce a convincere un riluttante Mike a farsi invitare al suo party a Chestnut Hill, nella speranza di conoscere qualche ricco amico del dottore in cerca di dipendenti. Le sue amiche Dottie e Jean, compagne di bingo di Margie, incoraggiano la donna a dire a Mike che Joyce non è nata prematura, ma è in realtà la figlia di Mike, nella speranza di ottenere un aiuto economico dal dottore. Quando Mike chiama all'ultimo minuto per avvisare che il party è stato annullato, Margie sospetta che sia una menzogna e decide di presentarsi a casa del suo ex.
Arrivata a casa di Mike, Margie scopre che la festa è stata effettivamente annullata e viene scambiata accidentalmente da Kate, l'elegante moglie afroamericana del medico, per una delle cameriere ingaggiate per la cena. Una volta chiarito l'equivoco, Kate invita Margie a restare e a parlare con lei di com'era Mike da adolescente, una decisione di cui il diretto interessato non è per niente entusiasta. I vecchi compagni di scuola cominciano a battibeccare e Mike suggerisce che le difficoltà di Margie siano legate alla sua mancanza di impegno e duro lavoro dato che lui, pur provenendo dallo stesso quartiere disagiato, con dedizione e studio è riuscito a lasciarsi la periferia alle spalle. Margie non è d'accordo e accusa l'ex di avere sempre avuto la vita facile grazie al padre, che gli aveva impedito di pestare a morte un ragazzino afroamericano evitandogli così a prigione. Margie incalza Mike e gli dice di essere il vero padre di Joyce, un fatto che ha tenuto nascosto a tutti per non rovinargli la vita e permettendogli così di terminare gli studi ed evadere dalle difficoltà economiche della sua prima giovinezza. Mike ribatte che non avrebbe fatto nessua differenza, dal momento che aveva già deciso di lasciare Margie. Kate, che si era precedentemente schierata dalla parte dell'ex del marito, sostiene che Margie avrebbe dovuto dire a Mike di essere diventato padre, in modo da garantire migliori cure mediche e una maggiore stabilità finanziaria alla figlia Joyce. Mike e Kate, coalizzati, spingono Margie a ritrattare le sue affermazioni sulla paternità di Joyce e la donna, umiliata, lascia la casa.
Qualche giorno dopo la padrona di casa di Margie riceve l'affitto della donna (perennemente in ritardo con i pagamenti) in una busta, che porta all'affittuaria per scoprirne la provenienza. Margie crede che sia stato Mike ad averli mandati e si ripropone di spedirli indietro, ma interviene Stevie, il suo ex datore di lavoro, che spiega di averle pagato lui l'affitto, promettendole anche di aiutarla a trovare un lavoro. Quando Stevie, Margie e le sue amiche Jean e Dottie riprendono a giocare a bingo, si scopre che Joyce è realmente la figlia di Mike e che quello che avevano incoraggiato Margie a dire al dottore era la semplice verità.

## Storia delle rappresentazioni
Good People ha debuttato a Broadway l'8 febbraio 2011 ed è rimasto in cartellone al Samuel J. Friedman Theatre per 128 repliche. Daniel J. Sullivan curava la regia, mentre il cast comprendeva Frances McDormand (Margie), Tate Donovan (Mike), Estelle Parsons (Dottie), Becky Ann Baker (Jean) e Renée Elise Goldsberry (Kate). La pièce ottenne ottime recensioni e fu candidata al Tony Award alla migliore opera teatrale; particolarmente apprezzata fu l'interpretazione della McDormand nei panni di Maggie, che le valse l'Outer Critics Circle Award, il Drama Desk Award ed il Tony Award alla miglior attrice protagonista in un'opera teatrale. Il dramma è stato riproposto numerose volte sulle scene statunitensi, tra cui un allestimento a Los Angeles con Jane Kaczmarek nel 2012.
La prima londinese di Good People è andata in scena all'Hampstead Theatre dal 27 febbraio al 5 aprile 2014, con Imelda Staunton nel ruolo della protagonista. La produzione fu un successo di pubblico, registrando il sold out per l'intero periodo in cartellone, e fu immediatamente trasferita nel più capiente Noel Coward Theatre del West End in una co-produzione dell'Old Vic. Per la sua interpretazione, Imelda Staunton ha ricevuto una candidatura al Laurence Olivier Award alla migliore attrice. La pièce è stata messa in scena anche in Australia con Tara Morice, in Nuova Zelanda, in Israele, in Germania e in Spagna con Verónica Forqué nel ruolo della protagonista Margie.
Nel 2014 Roberto Andò ha diretto la prima italiana del dramma, con Michela Cescon (Margie), Nicola Nocella (Stevie) ed Esther Elisha (Kate) nel cast. L'opera ha fatto il suo esordio italiano al Teatro Franco Parenti, prima di essere riproposta in altre città italiane e portata in tournée nella primavera del 2015.